# ریشیان
ریشیان (به انگلیسی: Reshian) یک روستا در پاکستان است که در کشمیر آزاد واقع شده‌است. ریشیان ۱٬۶۷۴ متر بالاتر از سطح دریا واقع شده‌است.